# 千星傳說
《千星傳說》，為泰國GMM 25與LINE TV於2021年1月29日起播出的愛情電視劇，改編Bacteria的原作小說，由Earth及Mix主演。
此劇由GMMTV製作，在2019年10月GMMTV的「New & Next」活動上公開先導預告片。此劇原定於2020年內放映，但最後延遲至2021年1月在GMM 25電視台及LINE TV首播，同年4月終映。台灣Line TV獨家同步播出。

## 劇情簡介
義工老師Torfun是林隊隊長Phupha的朋友，並且暗戀護林隊隊長Phupha，卻在一次事故中喪生。她的心臟移植到患有心臟病的男生Tian身上。透過閱讀Torfun的日記，Tian知道了Torfun以前的生活、她的秘密和興趣、她對Phupha的諾言，以及兩人許下一起數一千顆星的諾言。Tian在之後決定跟隨Torfun的腳步，為她完成未了的夢想。
在到達遙遠的村落裏任義工老師後，Tian試圖與Phupha親近但不得要領，因為Phupha總是散發出冰冷的氣息。慢慢地，在朝夕相處之下兩人漸漸接近，Tian也開始對Phupha有好感。當Tian開始愛上Phupha時，彷彿像心臟以前的主人Torfun一樣，但是在充滿叛亂和危險的泰北地帶，他們能否兌現一同數一千顆星的諾言備受考驗。

## 演員陣容
註：括號內的演員姓名為小名。

### 主要人物
- 皮拉帕·瓦塔納汕西瑞（Earth）飾演 Phupha

護林隊隊長。
- 薩哈帕·翁拉齊（Mix）飾演 Tian

患有心臟病的富家少爺，在Torfun死後移植她的心臟。

### 其他人物
- 莎楠查娜·阿芘莎麥蒙空（Aye）飾演 Torfun

班星村的義工老師。曾與Phupha許下一同數一千顆星的諾言，其後遇到車禍身亡。
- 克里塔奈·阿薩普拉奇（Nammon）飾演 Nam 醫生

班星村的志願醫生。
- Nattharat Kornkaew（Champ）飾演 Changyod (Yod)

護林隊技術員，Phupha的下屬。
- 塔納瓦·拉達納奇派山（Khaotung）飾演 Longtae

班星村村長的兒子，目前在城裡讀大學，偶爾會被召回村裡擔任活動攝影師。
- 那瓦·蓬朴提岸（英语：Nawat Phumphotingam）（White）飾演 Tul

Tian的朋友。
- 德雷克·萊德克（Drake）飾演 Rang

護林隊隊員，班星村的村民，美國人與泰國人的混血兒。
- Witaya Jethapai 飾演 Kamabien (Khama)

班星村的村長。
- Tanongsak Supakan（Nong）飾演 Sakda

### 特別出演
- 咋基·阿瑪拉（Ton）飾演 Teerayut

Tian的爸爸。
- 帕維娜·茶梨斯綑（Jeab）飾演 Lalita

Tian的媽媽。
- 坤捺孔·葛潘（Co）飾演 Kit 醫生

為Tian進行器官移植的醫生。
- 朱塔芘·英詹（Jamie）飾演 Lin

Tian的朋友。
- 甘雅拉·露安瓏（Piploy）飾演 酒吧客人

- Surasak Chaiat（Nu）飾演 Winai

森童援助基金會負責人。
- 阿福·努婆法奈克（Backaof）飾演 顧客

- Kornphom Niyomsilp（Off）飾演 盲人

- 帕查娜·塔布彤（Kapook）飾演 Jib 醫生

Nam 醫生新婚妻子。
- Kanyarat Ruangrung（Piploy）

- Thames Sanpakit

- Gym Thunyah Teerakachornkit

## 電視原聲帶
| 歌曲名稱(泰文)           | 歌曲名稱(中/英)                                       | 演唱                             | 備註                   |
| ------------------------ | ----------------------------------------------------- | -------------------------------- | ---------------------- |
| นิทานพันดาว                | 千星傳說                                              | Napat Injaiuea (Gun)             | Official OST           |
| สายตาโกหกไม่เป็น           | 眼神不會說謊                                          | Pirapat Watthanasetsiri (Earth)  | Official OST           |
| นิทานพันดาว (ทอฝัน Version) | 千星傳說(Torfun版本)                                  | Sarunchana Apisamaimongkol (Aye) | Official OST           |
| นิทานพันดาว (ภูผา Version)  | 千星傳說(Phupha版本)                                  | Pirapat Watthanasetsiri (Earth)  | Official OST           |
| ลม                       | 風                                                    | Num Kala                         | EP10                   |
| แก้มน้องนางนั้นแดงกว่าใคร     | Your cheek is rosier than anyone else                 | Khian Kai Lae Wanich             | EP3                    |
| ให้นานกว่าที่เคย             | [I wish] it'd have been longer [then it's used to be] | KLEAR & Phai Pongsathorn         | First Official Trailer |

## 劇集迴響

### 泰國電視收視
- 收視最低的集數以藍色表示，收視最高的集數以紅色表示，而空格則表示該集的收視沒有相關數據。

| 集數 No.   | 播放日期      | 播放時段 (UTC+07:00) | 平均收視率 | 來源   |
| ---------- | ------------- | -------------------- | ---------- | ------ |
| 1          | 2021年1月29日 | 星期五 20:30         | 0.211      | [ 6 ]  |
| 2          | 2021年2月5日  | 星期五 20:30         | 0.181      | [ 7 ]  |
| 3          | 2021年2月12日 | 星期五 20:30         | 0.108      | [ 8 ]  |
| 4          | 2021年2月19日 | 星期五 20:30         | 0.201      | [ 9 ]  |
| 5          | 2021年2月26日 | 星期五 20:30         | 0.195      | [ 10 ] |
| 6          | 2021年3月5日  | 星期五 20:30         | 0.283      | [ 11 ] |
| 7          | 2021年3月12日 | 星期五 20:30         | 0.170      | [ 12 ] |
| 8          | 2021年3月19日 | 星期五 20:30         | 0.190      | [ 13 ] |
| 9          | 2021年3月26日 | 星期五 20:30         | 0.195      | [ 14 ] |
| 10         | 2021年4月2日  | 星期五 20:30         | 0.198      | [ 15 ] |
| 平均收視率 | 平均收視率    | 平均收視率           | 0.193      | 1      |

^1  基於每集的平均觀眾份額。

## 外部連結
- GMMTV 官方網站（泰文）
- YouTube上的《千星傳說》播放列表
- MyDramaList 劇集介紹及劇評 （页面存档备份，存于）（英文）
- 豆瓣劇集介紹 （页面存档备份，存于）（中文）